# Blairmorito

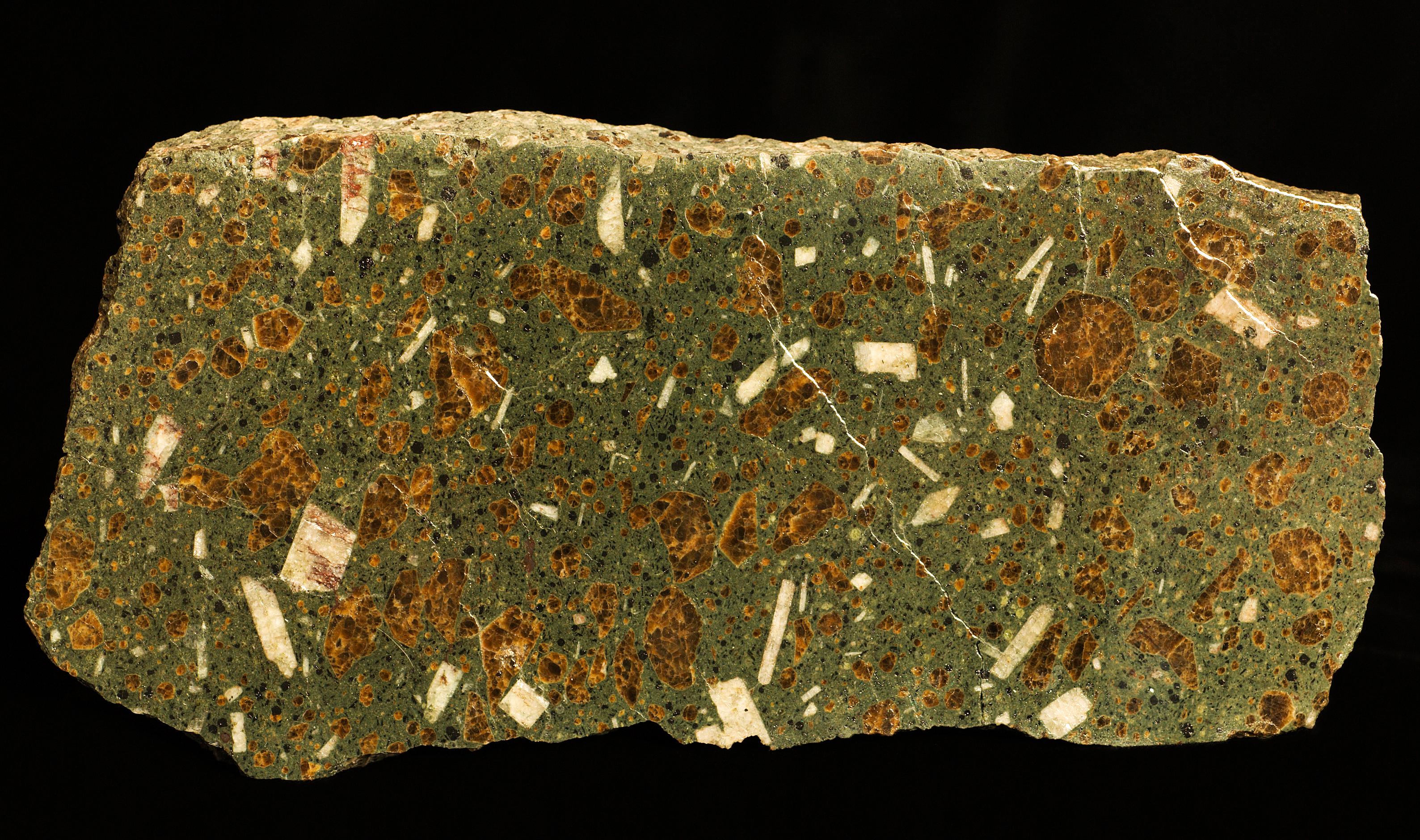
Uma amostra de Blairmorito. O mineral âmbar é analcite, o pálido é sanidina e os pequenos minerais pretos são granadas andraditas.

Blairmorites são rochas vulcânicas porfiroides raras caracterizadas por ter predominância de fenocristais de analcite, na matriz de analcite, sanidina e piroxenas alcalinas, com traços de titanitas, andraditas e nefelinas. Possui esse nome em homenagem a comunidade de Blairmore, no sudoeste de Alberta, Canadá.
Essa rocha ígnea extrusiva é encontrada em duas formações geológicas no mundo todo. A principal ocorrência é na formação Crowsnest, situada em Alberta, onde é associado a aglomerados e tufos derivados de erupções explosivas. O outro lugar é Lupata Gorge em Moçambique.